# Oldelaf et Monsieur D
Oldelaf et Monsieur D est un groupe de chanson humoristique actif créé en 2000 et dissous pour son dixième anniversaire avec un concert d'adieu à l'Olympia, le 30 janvier 2010. Oldelaf poursuit depuis sa carrière en solo. Il décrit ses œuvres comme de la chanson « qui fait rire, taper du pied, des mains voire dans les coudes du voisin pour les moins habiles ». Le groupe soigne le travail scénique et la qualité des costumes. On retrouve dans leurs chansons un côté enfantin dans certaines mélodies, de la poésie parfois et des paroles travaillées.

## Biographie

### Débuts (2000—2004)
Le groupe est créé début 2000 à la suite d'une demande du café Ailleurs (qui a disparu depuis) Oldelaf (Olivier Delafosse) et Monsieur D (Frédéric Draps) se connaissent déjà et réalisent un spectacle, le premier apportant la partie musicale et le second un côté plus théâtral. Oldelaf participe également à d'autres groupes (Les Petits Humains puis Les Fatals Picards). Ils renouvellent plusieurs fois l'expérience du spectacle, et, en 2003, sortent leur premier album, Chansons cons. Il est à cette époque uniquement distribué après leurs concerts et sur leur site.
Encore méconnu en France, le groupe est diffusé pour la première fois à l'antenne de Radio Néo en juillet 2004. Depuis janvier 2005, il bénéficie d'une diffusion nationale. Durant cette période, le groupe joue régulièrement sur la péniche El Alamein et également à deux reprises à l'Européen en 2003 et 2004.

### Période Pepito Valdez (2005—2007)
Fin 2004, Frédéric Draps fait ses adieux au duo. Frédéric Vaysse, comédien de profession, reprend le rôle de Monsieur D. À partir de 2005, un nouveau membre est intégré au groupe : Pepito Valdez, fils caché de Bernard Lavilliers, (Alexandre Zapata, des Petites Bourrettes). Cela renforce la partie musicale (deux guitares, un ukulélé et une poubelle-basse). Le groupe marque ces arrivées par un concert complet au Café de la Danse à Paris et passe six mois en résidence au Théâtre des Blancs Manteaux en 2005. L'Album de la maturité, deuxième album du groupe, sort le 3 mai 2006 toujours chez Codaex. S'ensuit une longue tournée qui dure 3 ans. Pour marquer la fin d'année 2006, le groupe fait un passage par le Cabaret Sauvage pour une grande fête[réf. nécessaire].
Au début de 2007, le groupe quitte Adone pour Follow Me (tourneur entre autres des Suprêmes Dindes, Tambours du Bronx, etc.) En mai 2007, le groupe se paye la Cigale pour un grand concert avec des invités (Didier Super, les Blérots de Ravel, les Debout sur le Zinc). Fin 2007, Alexandre Zapata, alias Pépito Valdez, annonce son départ du groupe, pour se consacrer pleinement aux Petites Bourrettes. Il laisse ainsi place à un spectacle entièrement repensé pour l'année 2008[réf. nécessaire].

### Période Firmin Lepers (2008—2010)

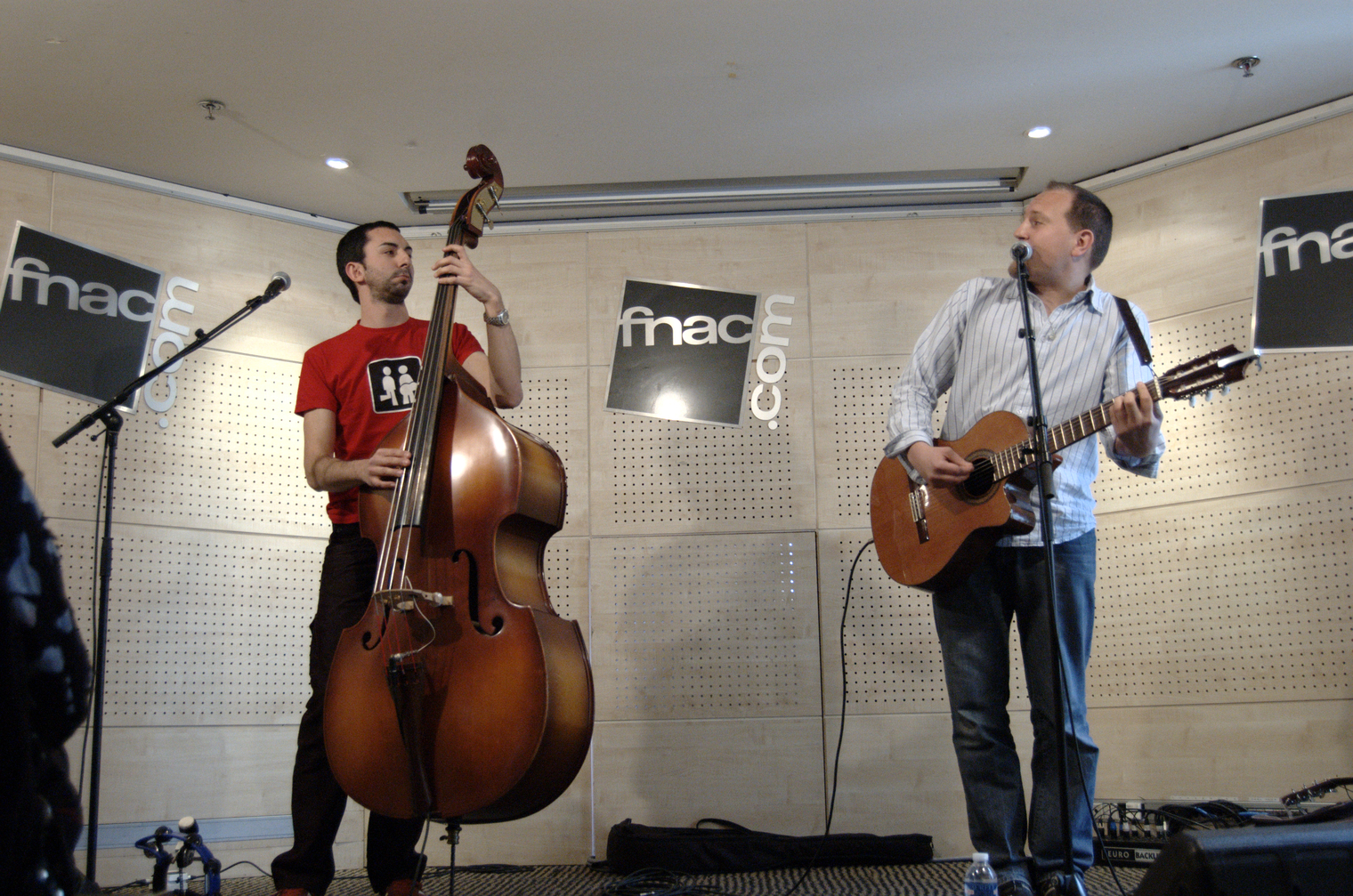
Oldelaf et Monsieur D en mini concert le 29 avril 2009 à la Fnac de Saint-Lazare, Paris.

Début 2008, un « stagiaire » rejoint le groupe : Firmin Lepers (Julien Breton, alias Aldébaran), « le neveu d'une personnalité de la télévision qu'on ne peut pas nommer ». Le groupe présente son nouveau spectacle à Paris à l'occasion de six représentations au Zèbre de Belleville. En octobre 2008, Frédéric Vaysse quitte le groupe. Il est remplacé par Benjamin Pascal, lui aussi comédien, qui devient ainsi le 3e et dernier Monsieur D. 2008 est aussi une année charnière dans l'entourage professionnel du groupe. Si le groupe quitte son ancien tourneur pour Furax (Emily Loizeau, Hocus Poccus, etc.), il en profite aussi pour signer chez Roy Music (Mlle K, Jil is Lucky…), son nouveau label. La même année, les Éditions Milan Jeunesses sollicitent le groupe pour créer un album pour les enfants du nom de Bête et méchant. Ce disque est d'ailleurs primé par l'Académie Charles-Cros.
C'est en février 2009 qu'Oldelaf et Monsieur D enregistre son troisième et dernier album Dernière Chance d'être disque d'or avec Stéphane Prin. En mai, le groupe se produit à l'Européen pour fêter la sortie de ce nouvel album et annoncer la dernière date du groupe, le 30 janvier 2010 à l'Olympia. L'été 2009 voit le groupe se rendre dans de gros festivals comme le Bruxelles Summer Festival et également au Québec pour y donner 2 concerts au festival de Tadoussac « Les Cousins d'abord ». S'ensuit une tournée d'adieu qui verra la petite troupe passer par toutes les grandes villes (Lyon, Bordeaux, Marseille, Lille, Rennes, Nancy, Nantes, Strasbourg, etc.) Un dernier crochet par Paris le 15 septembre 2009 pour un concert unique au Réservoir afin d'enregistrer un DVD live qui est sorti en février 2010 et en décembre à la Maroquinerie pour un concert un peu spécial (2 set : un rock, l'autre chanson). Trois concerts ont également eu lieu juste avant Noël sur le bateau El Alamein, avec de multiples invités les deux premiers soirs, Monsieur D. étant bloqué en Angleterre.
Le groupe donne donc son dernier concert le 30 janvier 2010 à l'Olympia. Publié dans Musique . En effet, toutes les places avaient été vendues dès octobre. En 2010, sort l'album L'incroyable histoire de Gaston et Lucie, collectif dont il fait partie, tout comme Gérald Genty, Pierre Santini, Carmen Maria Vega, Monsieur Lune, Ben Ricour, Yves Jamait et Cécile Hercule.

## Discographie

### Clips
- Le clip de la chanson Le Café est réalisé par Stéphanie Marguerite et Émilie Tarascou.